# Platycephala brevis
Platycephala brevis är en tvåvingeart som beskrevs av Shu Wen An och Yang 2008. Platycephala brevis ingår i släktet Platycephala och familjen fritflugor. Inga underarter finns listade i Catalogue of Life.